# 1985 في الجزائر
فيما يلي قوائم الأحداث التي وقعت خلال عام 1985 في الجزائر.

## أفلام
من الأفلام التي صدرت هذه السنة في الجزائر:
- 1 يناير – الشيخ بوعمامة من إخراج بن عمر بختي.

## مواليد

### يناير
- 4 يناير – عنتر زرق العين رياضي جزائري.

### مارس
- 19 مارس – محمد الأمين زماموش لاعب كرة قدم جزائري.
- 22 مارس – فايزة تسابت لاعبة كرة طائرة جزائرية.

### أبريل
- 3 أبريل – محمد دراق لاعب كرة قدم جزائري.
- 24 أبريل – خالد بوقاسم لاعب كرة قدم جزائري.

### مايو
- 5 مايو – محمد ربيع مفتاح لاعب كرة قدم جزائري.

### أغسطس
- 1 أغسطس – نوال منصوري لاعبة كرة طائرة جزائرية.
- 5 أغسطس – كسيلة برشيش لاعب كرة قدم جزائري.

### سبتمبر
- 7 سبتمبر – محمد سوكر لاعب كرة قدم جزائري.

### أكتوبر
- 2 أكتوبر – مراد دلهوم لاعب كرة قدم جزائري.

### نوفمبر
- 19 نوفمبر – موني عبد الرحيم لاعبة كرة طائرة جزائرية.

## وفيات

### أبريل
- 24 أبريل – بهية (مواليد 1917) مغنية جزائرية.

### مايو
- 1 مايو– محمد صالح بن جلول  [لغات أخرى]‏ – طبيب وسياسي جزائري – ولد 8 ديسمبر1893 (91 سنة)[1]

- 25 مايو – محند السعيد لشاني  [لغات أخرى]‏ – مدرس وناشط سياسي ونقابي جزائري– توفي 15 مايو 1893 (92 سنة)

### ديسمبر
- 1 ديسمبر – محمد ايسياخم (مواليد 1928) رسام جزائري.
- 24 ديسمبر – فرحات عباس (مواليد 1899)